# Kim Ji-yun
Kim Ji-yun (김지윤?; Kinan, 7 febbraio 1976) è un'ex cestista sudcoreana.

## Carriera
Con la Corea del Sud ha disputato due Olimpiadi (1996, 2000) e tre Campionati del mondo (1998, 2002, 2010).